# Kapellbrücke

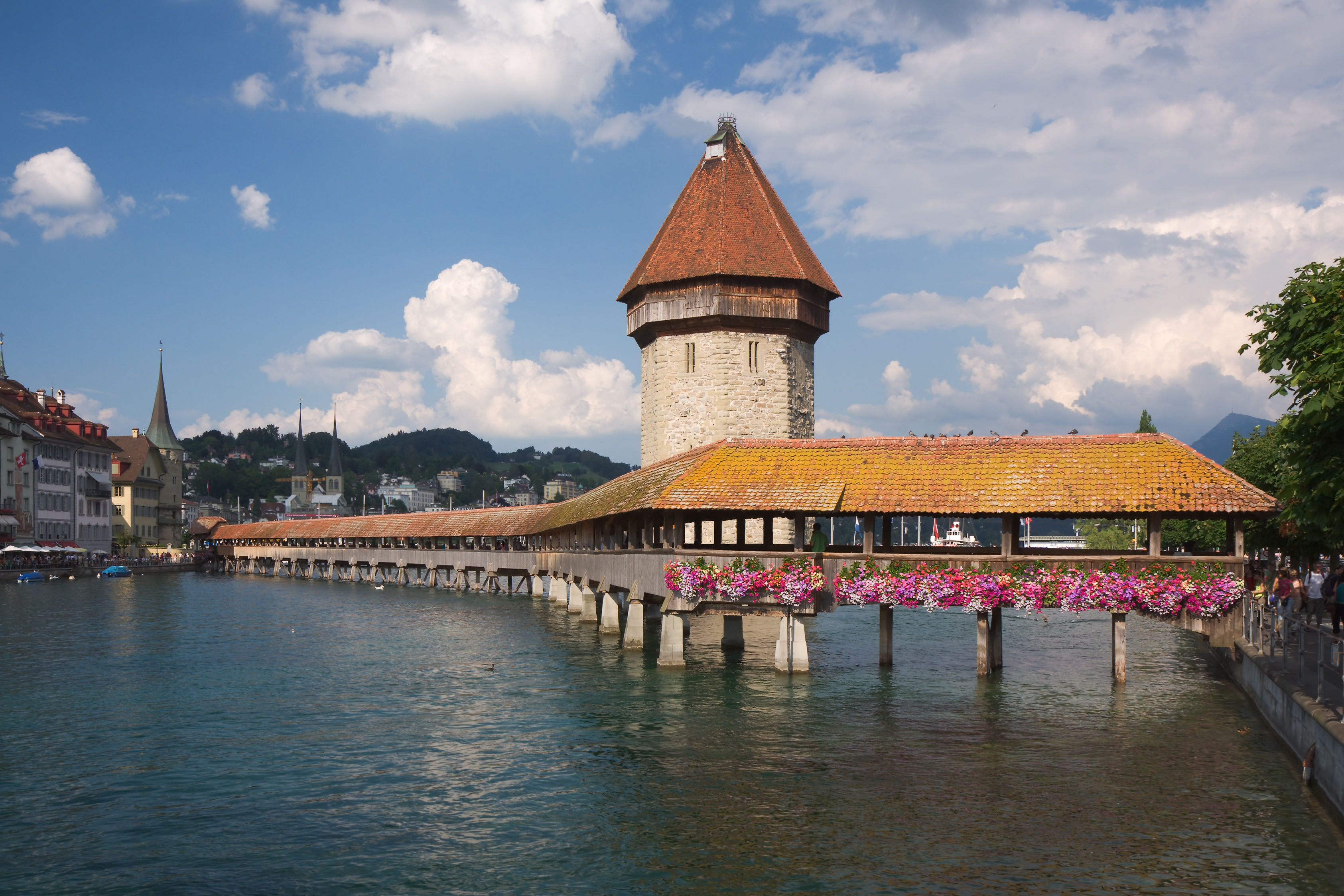
A Kapellbrücke em Lucerna com seu Wasserturm (torre de água) visto no meio.

O Kapellbrücke (literalmente, Ponte da Capela) é uma ponte de madeira coberta que atravessa o rio Reuss diagonalmente na cidade de Lucerna, na região central da Suíça. Nomeada em homenagem à Capela de São Pedro nas proximidades, a ponte é única por conter várias pinturas interiores que datam do século XVII, embora muitas delas tenham sido destruídas junto com uma grande parte da ponte centenária em um incêndio em 1993. Posteriormente restaurado, o Kapellbrücke é a ponte coberta de madeira mais antiga da Europa, bem como a ponte treliçada mais antiga ainda existente no mundo. Ela serve como símbolo da cidade e como uma das principais atrações turísticas da Suíça.

## História

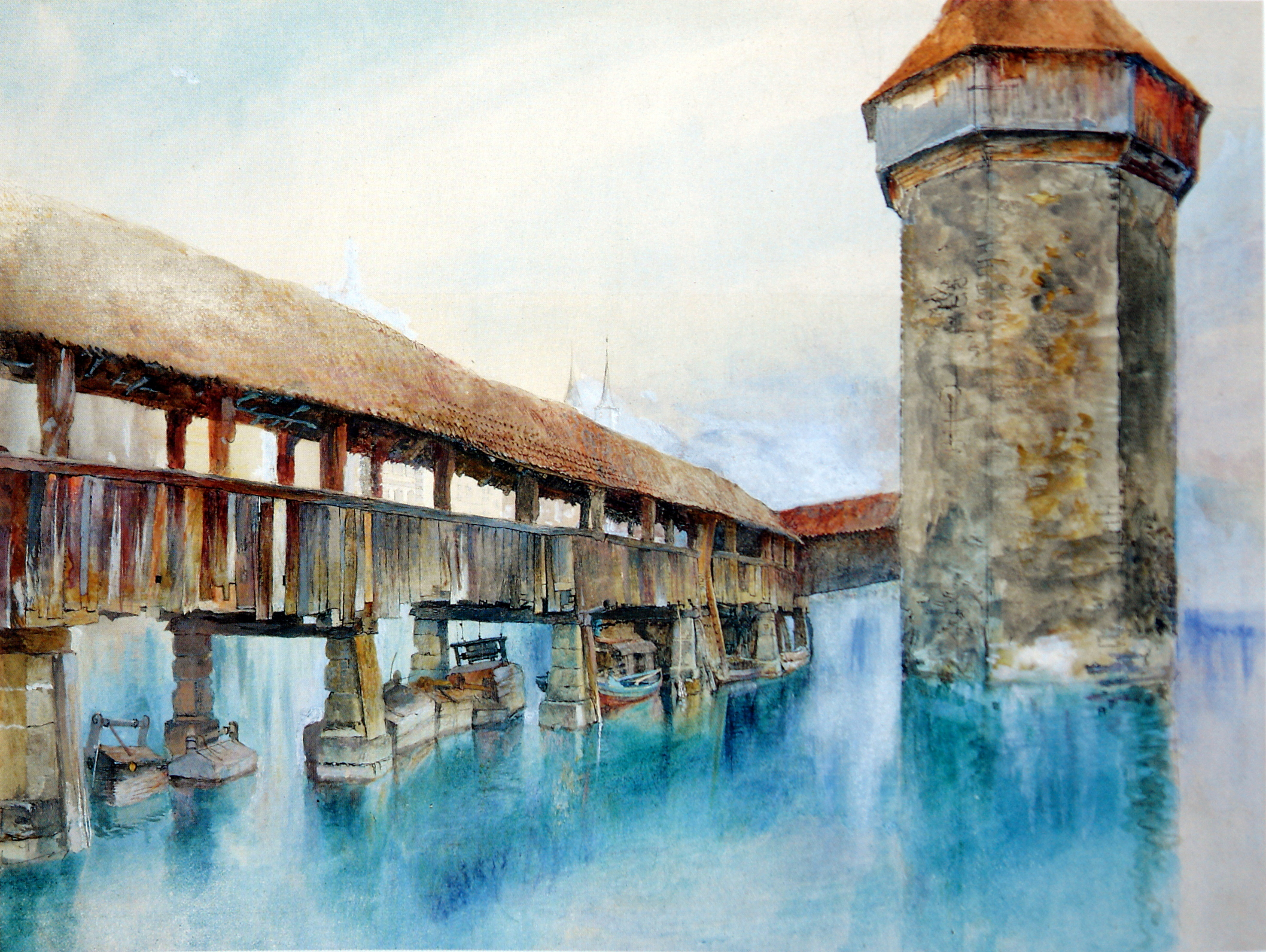
Pintura de John Ruskin em 1861, Lápis, aquarela e gouache

Parte do complexo da ponte é a "Wasserturm" octogonal, com 34,5 m (113 pé) de altura (a partir do solo), que se traduz como "torre d'água", no sentido de "torre situada na água". A torre antecedeu a ponte em cerca de 30 anos. Ao longo dos séculos, a torre foi usada como prisão, câmara de tortura, arquivo municipal e tesouro local. Hoje, a torre está fechada ao público, embora abrigue uma associação de artilharia local e uma loja de presentes para turistas.
A própria ponte foi originalmente construída por volta de 1365 como parte das fortificações de Lucerna. Ela ligava a cidade antiga na margem direita do Reuss à cidade nova na margem esquerda, protegendo a cidade de ataques do sul (ou seja, do lago). Inicialmente, a ponte tinha mais de 270 metros (890 pé) de comprimento, embora vários encurtamentos ao longo dos anos e a recuperação das margens do rio tenham feito com que a ponte agora totalize apenas 204,7 metros (672 pé) de comprimento. É a ponte treliçada sobrevivente mais antiga do mundo, consistindo de treliças sustentadas e trianguladas de moderado vão, apoiadas em treliças sobre estacas; como tal, é provavelmente uma evolução da ponte sustentada.
O Kapellbrücke quase queimou completamente em 18 de agosto de 1993, destruindo dois terços de suas pinturas interiores. Pouco depois, o Kapellbrücke foi reconstruído e reaberto ao público em 14 de abril de 1994, ao custo total de CHF 3,4 milhões.

## Pinturas
Lucerna é única no fato de suas três pontes de pedestres de madeira, a Hofbrücke do século XIV (agora destruída), o Kapellbrücke e a Spreuerbrücke do século XVI, todas apresentarem quadros pintados em molduras triangulares interiores. Nenhuma das outras pontes de madeira da Europa tem essa característica. As pinturas, datadas do século XVII e executadas pelo pintor local católico Hans Heinrich Wägmann, retratam eventos da história de Lucerna. Das 158 pinturas originais, 147 existiam antes do incêndio de 1993. Após o incêndio, os restos de 47 pinturas foram coletados, mas, no final, apenas 30 foram totalmente restauradas.
As tábuas de madeira que sustentavam as pinturas variavam de 150 centímetros (59 pol) a 181 centímetros (71 pol) de largura e de 85 centímetros (33 pol) a 95 centímetros (37 pol) de largura. A maioria dos painéis foi feita de madeira de abeto, e apenas alguns foram feitos de madeira de linden e bordo. As pinturas foram criadas durante a Contrarreforma, apresentando cenas que promoviam a Igreja Católica. As pinturas foram patrocinadas pelos membros do conselho da cidade, que, ao patrocinar um painel, tinham o direito de atribuir seu brasão de armas pessoal nele. Uma explicação de cada pintura era impressa abaixo de cada cena. As pinturas percorriam toda a extensão da ponte, desde a vida e morte do padroeiro de Lucerna, São Leger, até as lendas de outro padroeiro da cidade, São Maurício.